# かんそうしん
株式会社かんそうしんは、東京都千代田区外神田に本店を置く信用保証会社。
関東、信越、北陸地区の第二地方銀行9行（東和銀行・栃木銀行・京葉銀行・東日本銀行・神奈川銀行・大光銀行・長野銀行・富山第一銀行・八千代銀行）が母体銀行となっている。
経営理念は、「心ある経営」・「創意ある経営」・「節度ある経営」

## 沿革
- 1974年（昭和49年）7月 - 関東総合信用保証株式会社設立
- 1974年（昭和49年）10月 - 信用保証業務取扱開始
- 1976年（昭和51年）2月 - クレジット業務取扱開始
- 1988年（昭和63年）10月 - 「株式会社かんそうしん」に社名変更
- 2002年（平成14年）8月 - 本社ビル移転（千代田区外神田2丁目）
- 2014年（平成26年）7月 - 会社創立40周年